# 258e division d'infanterie
La  258e division d'infanterie  (en allemand : 258. Infanterie-Division ou 258. ID) est une des divisions d'infanterie de l'armée allemande (Wehrmacht) durant la Seconde Guerre mondiale.

## Historique
La 258. Infanterie-Division est formée le 26 août 1939 à Rostock dans le Wehrkreis II avec du personnel d'unité de réserve en tant qu'élément de la 4. Welle (4e vague de mobilisation).
En juin 1941, elle part à l'opération Barbarossa au sein de l'Heeresgruppe Mitte dans la 4. Armee.
Elle voit ses effectifs augmentés par l'addition du Divisions-Gruppe 387 en mars 1944.
Elle est détruite en août 1944 à Iași en Roumanie.

## Organisation

### Commandants
| Date                                | Grade           | Commandant               |
| ----------------------------------- | --------------- | ------------------------ |
| 1er septembre 1939 - 1er août 1940  | Generalleutnant | Walther Wollmann         |
| 15 août 1940 - 2 octobre 1941       | Generalleutnant | Dr Waldemar Henrici (de) |
| 9 octobre 1941 - 19 janvier 1942    | Generalleutnant | Karl Pflaum              |
| 19 janvier 1942 - 1er octobre 1943  | Generalleutnant | Hanskurt Höcker          |
| 1er octobre 1943 - 4 septembre 1944 | Generalleutnant | Eugen-Heinrich Bleyer    |
| 4 septembre 1944 - ? septembre 1944 | Oberst          | Rudolf Hielscher         |

### Officiers d'opérations (Generalstabsoffiziere (Ia))
| Date                                   | Grade               | Commandant         |
| -------------------------------------- | ------------------- | ------------------ |
| ? 1939 - 20 septembre 1940             | Major i.G.          | Ernst Stübichen    |
| 20 septembre 1940 - 1er septembre 1943 | Oberstleutnant i.G. | Hans-Jochen Pflanz |
| 1er septembre 1943 - août 1944         | Oberstleutnant i.G. | Ernst von Bila     |

## Théâtres d'opérations
- Allemagne : septembre 1939 - Novembre 1939
- West Wall : novembre 1939 - Mai 1940
- France : mai 1940 - Juin 1941
- Front de l'Est, secteur Centre : juin 1941 - août 1943
  - 1941 - 1942 : Opération Barbarossa
    - 22 octobre 1941 au 22 janvier 1942 : Bataille de Moscou

  - 5 juillet au 23 août 1943 : Bataille de Koursk
- Front de l'Est, secteur Sud : août 1943 - Septembre 1944

## Ordres de bataille
1939
- Infanterie-Regiment 458
- Infanterie-Regiment 478
- Infanterie-Regiment 479
- Aufklärungs-Abteilung 258
- Artillerie-Regiment 258
  - I. Abteilung
  - II. Abteilung
  - III. Abteilung
  - IV. Abteilung
- Pionier-Bataillon 258
- Panzerabwehr-Abteilung 258
- Nachrichten-Abteilung 258
- Versorgungseinheiten 258

1942
- Grenadier-Regiment 458
- Grenadier-Regiment 478
- Grenadier-Regiment 479
- Radfahr-Schwadron 258
- Artillerie-Regiment 258
  - I. Abteilung
  - II. Abteilung
  - III. Abteilung
  - IV. Abteilung
- Pionier-Bataillon 258
- Panzerjäger-Abteilung 258
- Nachrichten-Abteilung 258
- Versorgungseinheiten 258

1943-1944
- Grenadier-Regiment 458
- Grenadier-Regiment 478
- Grenadier-Regiment 479
- Divisions-Gruppe 387
  - Stab der Gruppe
  - Regiments-Gruppe 525
  - Regiments-Gruppe 542
- Füsilier-Bataillon 258
- Artillerie-Regiment 258
  - I. Abteilung
  - II. Abteilung
  - III./Artillerie-Regiment 387
  - IV. Abteilung
- Pionier-Bataillon 258
- Panzerjäger-Abteilung 258
- Nachrichten-Abteilung 258
- Feldersatz-Bataillon 258
- Versorgungseinheiten 258